# ثورة كرة القدم
ثورة كرة القدم تشير إلى أحداث واحتجاجات قامت بها النساء في إيران حيث قمن باقتحام ملعباٌ لكرة القدم والمشاركة في الاحتفال بفريق إيران القومي لكرة القدم الذي عاد إلى البلاد من التصفيات المؤهلة لكأس العالم عام 1997، وذلك لتحدى قرار حظر دخول النساء للملاعب. وتُعتبر جانباً ملحوظاً في حركات حقوق المرأة والعلمانية في إيران. ومنذ ذلك الوقت ازادت القيود والتشديدات المفروضة على المرأة.

## خلفية عامة
نشأت كرة القدم النسائية في إيران عام 1970، ومن وقتها يُفرض على الاعبات الألتزام بزىٍ محددٍ. وعند إعلان الجمهورية الإسلامية في إيران في عام 1997، قُيدت المرأة من الوجود في الأماكن العامة وتم منعهن من حضور مباريات كرة القدم.

## ثورة «كرة القدم»
عندما فاز الفريق القومى لكرة القدم الأيرانية بفارق ضئيل أمام أستراليا في (2 نوفمبر عام 1997) وذلك في التصفيات المؤهلة لكأس العالم لكرة القدم عام 1998، احتفل ملايين من الإيرانين بالرقص والغناء في الشوارع بالرغم من تحذيرات الحكومة من تلك الأحتفالات التي تُعتبر احتفالات ذات طابع علمانى. ويُصنف اقتحام النساء للاسثاد واختراق الحاجز الأمنى رغم منعهن من ذلك بأمر من الحكومة أبرز حدث في ذلك اليوم. وتناولت الصحافة الغربية هذا الحدث كرسالة موجهة للأصوليين الإسلاميين في إيران. وقارن الصحفى فرانكلين فور ثورة «كرة القدم» بحادثة «حفلة شاي بوسطن».
و عندما هزمت إيران الولايات المتحدة الأمريكية 2-1 في كأس العالم 1998 في 21 يونيو 1998، تكررت الاحتفالات لعدة أيام وقامت النساء بازالة الحجاب والاختلاط مع الرجال حتى هُزمت إيران من ألمانيا 0-2.

## توابع الأحداث
ومنذ ذلك الوقت يطالب نشطاء حقوق المرأة بحق المرأة بدخول الأستاد ولكن يتم مواجهتهم بالعنف.
و قام الرئيس الإيراني محمود أحمدي نجاد بالسماح للعائلات دخول مباريات كرة القدم بما فيهم النساء من أفراد العائلة وذلك في أماكن خاصة بالإستاد رغم معارضه المتشددين؛ معلقاً أن المرأة والعائلة يساهمن في نشر الاخلاق الحميدة والعفة في الأماكن العامة. وتدخل المرشد الأعلى للثورة الإسلامية علي الخاميني ومنع دخول النساء للمباريات.
و تم إضافة قيود أخرى على اللوائح المنصوص عليها في المسابقات المحلية والدولية. وفي ديسمبر 2007 أصدر نائب رئيس اللجنة الأوليمبية الإيرانية عبد الرضا سافار، مذكرة إلى جميع الاتحادات الرياضية تنص على «حسن سلوك الذكور والإناث الرياضيين» و«أن من يخالف القواعد الإسلامية في المباريات الرياضية سيتم معاقبتة معاقبه شديدة» على الصعيد المحلي والدولي. ولا يُسمح للرجال بتدريب أو قيادة فريق نسائى. وذات مرة تم تصنيف فريق كرة الطائرة النسائى الإيراني كأفضل فريقِ في آسيا ورغم ذلك تم منعهم من المشاركة في مسابقة دولية نتيجه لعدم وجود مدربات.
يُسمح للنساء في إيران بالمنافسة في المسابقات التي تتطلب نزع الحجاب ولكن في الساحات المخصصة للنساء فقط. وهن ممنوعات من التواجد في الأماكن العامة التي تحتوى على رجال غرباء. وتم مشاركه ثلاث نساء فقط في أولمبياد بكين من أصل 53 رياضى إيراني وهن: ناجمه أبتين (الرماية)، سارة خوشجمل فكرى (التايكوندو)، هوما حسينى (التجديف)